# Opțiune binară
Opțiunile binare reprezintă previzionări privind felul în care valoarea de piață a unui anumit activ se va modifica într-o anumită perioadă de timp. Opțiunile binare combină aspectele analitice ale tranzacționării zilnice cu caracteristicile avantajoase ale tranzacționării opțiunilor tradiționale, permițând investitorilor să își maximizeze profiturile, investind un minim de timp și de capital. Simplificând, opțiunea binara reprezintă un instrument financiar care ajută la previzionarea dacă prețul de piață al unui activ va crește sau va scădea într-un anumit interval de timp. Perioada de expirare poate varia de la 1 minut la un interval de câteva zile, în funcție de alegerea făcută. În general se pot tranzacționa patru tipuri de active: indici, forex, acțiuni si mărfuri.

 Opțiunile binare se mai numesc și opțiuni cu profit fix. 

Deși opțiunile binare pot fi folosite pentru a teoretiza valorile activelor, acestea sunt susceptibile de fraudă în aplicațiile lor și, prin urmare, sunt interzise de autoritățile de reglementare din multe jurisdicții ca formă de jocuri de noroc. Multe puncte de tranzacționare a opțiunilor binare au fost expuse ca fiind frauduloase. FBI-ul american investighează fraudele cu opțiuni binare în întreaga lume, iar poliția israeliană a legat industria de sindicatele de crimă. Autoritatea europeană pentru valori mobiliare și piețe (ESMA) a interzis tranzacționarea cu amănuntul a opțiunilor binare. Comisia australiană pentru valori mobiliare și investiții (ASIC) consideră opțiunile binare ca fiind o opțiune de investiții "cu risc ridicat" și "imprevizibilă", iar în cele din urmă a interzis și vânzarea de opțiuni binare către investitorii de retail în 2021.
Industria opțiunilor binare online, în care un broker vinde contracte unui client la ghișeu, folosește un model diferit de stabilire a prețurilor opțiunilor. Brokerii vând opțiuni binare la un preț fix (de exemplu, 100 de dolari) și oferă un anumit procent fix de rentabilitate dacă se decontează în numerar. Unii brokeri oferă, de asemenea, un fel de recompensă în bani pentru clientul care pierde. 
Pe platformele nereglementate, banii clienților nu sunt neapărat ținuți într-un cont fiduciar, așa cum prevăd reglementările financiare guvernamentale, iar tranzacțiile nu sunt monitorizate de terțe părți pentru a asigura un joc corect.